# 보라넷
보라넷(BORANET)은 천리안이 1994년 10월 1일 개시한 상용인터넷서비스다. 코넷 (서비스), 아이네트와 함께 국내 상용인터넷서비스 시대를 열었다. 18만 5천여 명에 달하는 기존 천리안 이용자들에게 별도의 인터넷 서비스 가입 절차 없이 인터넷 원격 접속서비스를 제공하였다.

## 같이 보기
- 코넷 (서비스)
- 아이네트
- 하나망